# 肯杜贾尔
肯杜贾尔（Kendujhar），是印度奥里萨邦Kendujhar县的一个城镇。总人口51832（2001年）。

## 人口
该地2001年总人口51832人，其中男性27501人，女性24331人；0—6岁人口5598人，其中男2882人，女2716人；识字率73.93%，其中男性为79.82%，女性为67.28%。